# Иммерсивный театр «Москва 2048»
«Москва 2048» — иммерсивный театр в Москве, все сюжеты которого разворачиваются в вымышленном мире, пережившем глобальную ядерную катастрофу. Театр размещён на тематической двухэтажной локации на территории бывшего завода «Кристалл», площадь которой составляет 1500 м².

## О театре
Режиссёры — Александр Созонов
Авторы идеи и продюсеры — Станислав Акимов, Александр Балаба
Актёры: Лилия Журавлёва, Александр Смирнов, Никита Кондратенко и другие
Дата создания: 2016 год. Создание театра заняло более полутора лет, во время работ было привлечено свыше 50 рабочих. Для создания постапокалиптического антуража мы пригласили дизайнера-декоратора Алексея Стешака, который специализируется на создании уникальных авторских интерьеров.
Первый в России иммерсивный театр, представляющий из себя гибрид театральной постановки и квеста в реальности, был создан по заказу международной сети интерактивных развлечений «Клаустрофобия» режиссёром Александром Созоновым, выпускником Школы-студии МХАТ, учеником Кирилла Серебренникова. Алексей Стешак превратил индустриальную постройку на территории московского завода «Кристалл» в живописную декорацию постапокалипсиса.
В играх-спектаклях заняты 8 актёров, но при этом игрок-зритель может наравне с ними определять исход сценария, а может просто остаться наблюдающим гостем. Среди источников вдохновения авторы театра упоминали кинофильм «Безумный Макс», а также такие игры, как Fallout и S.T.A.L.K.E.R.
По словам первого режиссёра проекта Александра Сазонова, театр «Москва 2048» не является привычным публике променадным театром или инсталяцией в прямом смысле этого слова: «Это не бродилка, не променадный театр и не инсталляция, хотя все эти элементы присутствуют. Но мы их используем для того, чтобы сделать историю для людей, которым ближе и понятнее ситуация игры и у которых нет какого-то определенного бэкграунда. Игра — самый емкий способ передачи информации».

## Постановки
Иммерсивный спектакль «Москва 2048» состоит из двух шоу — «Противостояние» и «Опасный рейд». Создатели утверждают, что после посещения двух, как они их называют, игр зрители «испытают особое эстетическое удовольствие» от того, что две истории сложатся в единое целое.
В «Противостоянии» принимают участие до 40 человек, сюжет игры построен на противоборстве двух враждующих фракций — «Порядок» и «Свобода». Каждый игрок становится героем уникальной истории, которая не повторяется больше ни с кем. При этом участники выбирают сторону и имеют возможность переломить ход истории.
Участники шоу переносятся в суровую Москву будущего, точнее — в фильтрационный лагерь у границы города. Их формальная цель — завоевать у местного начальства репутацию исполнительных и законопослушных граждан и получить пропуск в столицу, безопасную от мутантов и радиации, при этом в ходе действия приоритеты могут поменяться, а концовка спектакля имеет множество вариантов. Также у проекта есть и политическая подоплёка: участник неизбежно натолкнётся на размышления о свободе и ответственности.
В «Опасном рейде» зрители разделяются на две команды и под предводительством сталкеров отправляются в заброшенный бункер на поиски ценного артефакта. На сайте спектакля размещено предупреждение о том, что сценарий игры не рассчитан на детей младше 12-ти лет.

## Отзывы и критика
По мнению издания «Интерфакс», постановки иммерсивного театра «Москва 2048» синтез театральной постановки и квеста привёл к появлению нового вида театрального искусства:
Все это делает «МСК2048» интересным не просто как игру или коммерческий проект, а как целое культурное явление, иллюстрирующее укоренившуюся в начале XXI столетия тенденцию к синтезу различных видов искусства для поиска новых форм на замену (или в дополнение) к исчерпавшим себя и приевшимся жанрам.

Интернет-журнал Time Out отметил наличие отсылок к действительности:
Несмотря на чисто развлекательную оболочку проекта, он дает шанс пережить опыт существования в тоталитарной системе, а его сюжет весьма прозрачно отсылает к действительности. И то, и другое после завершения квеста заставляет задуматься.

Однако некоторые критики отметили, что жанр «игры в реальности», представленный проектом «Москва 2048», все же уступает привычным театральным постановкам. По словам театрального режиссёра Хуго Эриксена «непонятно, как в жанре „игры в реальности“ создавать необходимое для искусства смысловое поле»:
На самом деле, еще неизвестно, где так называемая вовлеченность больше: если я неподвижно сижу в зале, но переживаю игру и превращения смыслов, или если я совершаю много телодвижений, которые все равно не ведут меня к выходу на новый уровень мышления и понимания.